# Clan Saitō
Il clan Saitō (斎藤氏?, Saitō-shi) fu un clan giapponese della provincia di Mino. Lo stesso clan Saitō dichiarava di discendere da Fujiwara Toshihito.
Saitō Dōsan (1494–1556) fu il suocero di Oda Nobunaga e il daimyō più famoso del clan. Dōsan fu attaccato da suo figlio adottivo Saitō Yoshitatsu e morì in battaglia. Saitō Tatsuoki fu il figlio di Yoshitatsu e venne definitivamente sconfitto nella battaglia di Inabayama nel 1567 da Oda Nobunaga. Tatsuoki fuggì e morì pochi anni dopo facendo scomparire il clan.

## Membri importanti del clan
- Saitō Dōsan (1494-1556) noto anche come Toshimasa
- Saitō Yoshitatsu (1527-1561)
- Saitō Nagatatsu (morto 1582)
- Saitō Tatsuoki (1548-1573)
- Saitō Toshimitsu (1534-1582)
- Saitō Tomonobu (1527- 1591)